# Dinas Emrys
Dinas Emrys es una colina rocosa y boscosa cerca de Beddgelert, en Gwynedd, al noroeste de Gales, célebre por sus restos arqueológicos. Subiendo unos 76 metros (250 pies) por encima del suelo del valle del río Glaslyn, domina el extremo sur de Llyn Dinas en Snowdonia. Quedan pocos restos de las estructuras de los castros o castillos de la Edad del Hierro que una vez estuvieron allí, salvo sus murallas de piedra y la base de una torre del homenaje. Algunos creen que el castillo fue erigido por Llewelyn ap Grffydd para proteger el camino hacia el paso de montaña de Snowdon.

## Hallazgos arqueológicos

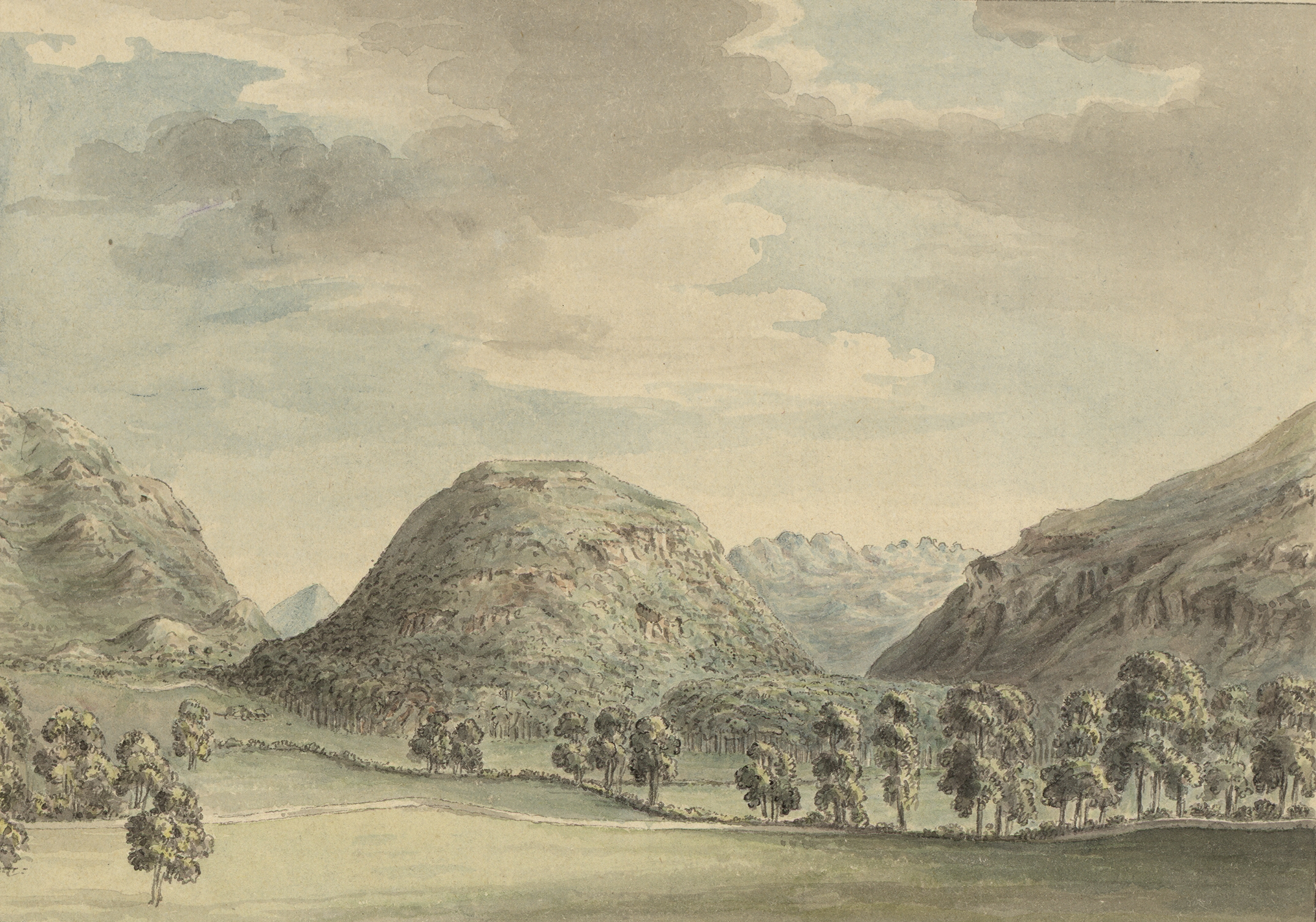
Dinas Emrys, de la obra de Thomas Pennant A tour in Wales, 1778

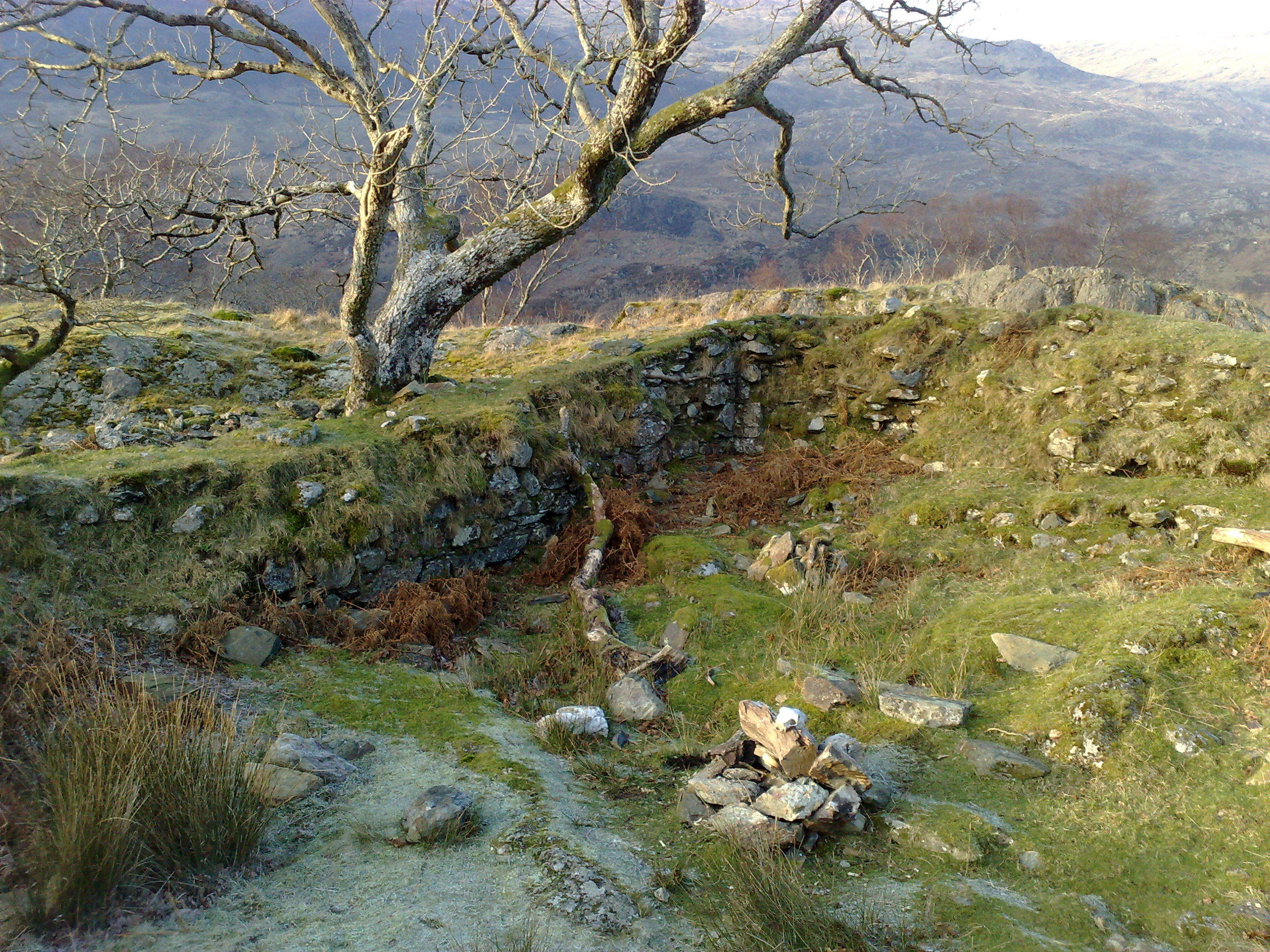
Ruinas de lo que se considera una torre del siglo XI

Poco queda de las estructuras que una vez estuvieron en la colina. Los restos que son visibles hoy, incluidas tres series de murallas y otros muros y algunos cimientos, en su mayoría datan de la Edad Media. El arqueólogo H. N. Savory describió las fortificaciones como formadas por muros de piedra de entre 2,5 y 3 metros (8 y 10 pies) de espesor, que explotó todas las irregularidades en la cima de la colina rocosa, encerrando un área irregular de unos 10,000 m2 de tamaño. El medio de acceso original era por un camino empinado en el lado occidental del castro. La entrada actual desde el noreste es una adición posterior. Las paredes habían sido "mal construidas de piedra dos o tres veces", lo que posiblemente inspiró la referencia de la leyenda al edificio que se derrumbó varias veces durante la construcción.
Las excavaciones en 1910 y 1954–56 revelaron varios períodos de habitación en el sitio. Los elementos más antiguos datan de la Edad del Hierro, quizás del siglo I o II. Un estanque dentro del recinto, pensado para ser una construcción artificial, puede datar de esta fase. Quizás esté relacionado con el estanque que se encuentra en el cuento popular de Vortigern y los dragones. Otros rastros sugieren una habitación en el siglo V, lo que lo ubicaría en el marco de tiempo de Vortigern y Ambrosio Aureliano.

## Dinas Affaraon/Ffaraon
Dinas Affaraon o Dinas Ffaraon es un topónimo mencionado en alguna literatura galesa medieval, donde se dice que es el nombre original de Dinas Emrys.
Dinas Ffaraon (Fortaleza del Faraón) o Dinas Ffaraon Dande (Fortaleza del Faraón Ardiente) se menciona en el cuento Lludd y Llefelys como el lugar donde el rey Lludd de Gran Bretaña atrapa y entierra a dos dragones que están asolando la tierra. El texto explica que el sitio se llamó más tarde "Dinas Emreis". Este cuento es una precuela de la historia anterior que involucra al héroe Emrys (Ambrosio Aureliano) o Myrddin Emrys (Merlín). En fuentes como la Historia Brittonum y la Historia Regum Britanniae, de Godofredo de Monmouth, una torre construida en el lugar se derrumba continuamente hasta que Emrys revela que los dragones enterrados son la causa; una vez que se liberan, la torre se construye con éxito y lleva su nombre. El nombre "Dinas Emrys" se ha asociado con una ruina romana en Snowdonia, una localización que posiblemente data de la Historia Brittonum.

## Tradición literaria
Si bien es de interés para los arqueólogos porque es un ejemplo de un castro cuyas fortificaciones son totalmente posteriores a la época romana, esta colina también es de interés para los entusiastas de las leyendas del Rey Arturo. Este es el escenario del famoso intercambio entre el señor de la guerra Vortigern y el joven Merlín, como se cuenta en la Historia Brittonum.
Según la leyenda, cuando Vortigern huyó a Gales para escapar de los invasores anglosajones, eligió este elevado castro como lugar de retiro real. Todos los días, sus hombres trabajaban duro para erigir la primera de varias torres propuestas; pero a la mañana siguiente regresaban para encontrar la mampostería colapsada en un montón. Esto continuó durante muchas semanas hasta que se le aconsejó a Vortigern que buscara la ayuda de un niño que no había sido concebido por un hombre mortal. El rey envió a sus soldados por todo el país para encontrar a un muchacho así. El niño que encontraron se llamaba Myrddin Emrys (Merlín Ambrosius). Vortigern, siguiendo las indicaciones de sus consejeros, planeaba matar al niño para apaciguar a los poderes sobrenaturales que le impedían construir una fortaleza aquí. Merlín despreció este consejo y, en cambio, explicó que el castro no podía mantenerse en pie debido a un estanque oculto que contenía dos vermes (dragones). Explicó cómo el Dragón Blanco de los sajones, aunque había ganado la batalla en ese momento, pronto sería derrotado por el Dragón Rojo de Gales. Después de la caída de Vortigern, el fuerte fue entregado al Gran Rey Ambrosio Aureliano, conocido en galés como Emrys Wledig, de ahí su nombre.
En cuanto a cómo los dragones quedaron confinados allí, la historia de Lludd y Llefelys en el Mabinogion da detalles. Según la leyenda, cuando Lludd gobernaba Gran Bretaña (c. 100 a. C.), un grito espantoso, cuyo origen no se pudo determinar, se escuchaba cada víspera de mayo. Este grito dejaba tan perplejos a los británicos que provocaba infertilidad, pánico y caos en todo el reino. Al necesitar ayuda, Lludd buscó el consejo sobre este y otros asuntos de su hermano Llefelys, un rey de la Galia. Llefelys proporcionó la información de que el grito era causado por dragones que luchaban. El grito sería pronunciado por el dragón de los britanos cuando estaba luchando contra otro dragón extranjero y estaba siendo derrotado. Lludd hizo caso al consejo que le dio Llefelys y capturó a ambos dragones en un caldero lleno de hidromiel cuando se habían transformado, como aparentemente hacían los dragones, en cerdos. Los dragones capturados fueron enterrados en el lugar más tarde llamado Dinas Emrys, ya que se consideraba el lugar más seguro para ponerlos.